# Нормальный кубический метр
Нормальный кубический метр — внесистемная единица измерения количества вещества, которое в газообразном состоянии занимает один кубический метр при условиях, называемых «нормальными условиями» (давление 760 мм рт. ст., что соответствует 101325 Па, и температура 0 °С), что отличается от принятого ИЮПАК системного понятия «стандартных условий» (давление 105 Па, температура 273,15 К, или 0 °С). Обозначается как «н.м³» (либо «Нм³» — в газовой отрасли).
Применение этой внесистемной единицы не рекомендовано.
При нормальных условиях объём 1 моля идеального газа равен 2,24136·10–2 м³ , то есть в 1 н.м³ содержится приблизительно 44,6 моль вещества ({\displaystyle 1000{\text{ (л)}}/22,4{\text{ (л/моль)}}=44,6428{\text{ (моль)}}}).